# Bulgarije op het Eurovisiesongfestival 2008

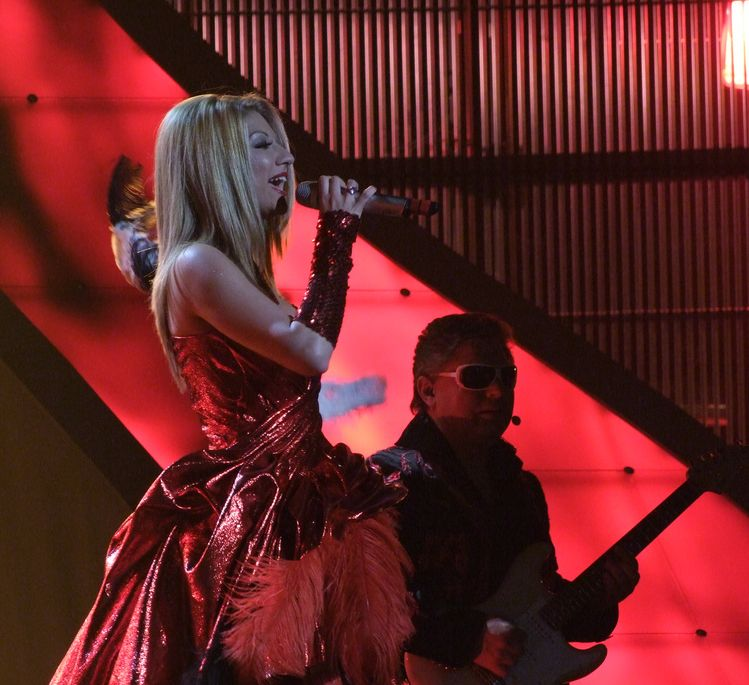
Deep Zone Project tijdens het Eurovisiesongfestival 2008

Bulgarije deed mee aan het Eurovisiesongfestival 2008 in Belgrado. Het was de vierde deelname van het land op het Eurovisiesongfestival. BNT was verantwoordelijk voor de Bulgaarse bijdrage voor de editie van 2008.

## Nationale finale
De nationale finale, genaamd EuroBGVision 2008, bestond uit 9 heats, een halve finale en een finale.
Aan elke heat namen er 6 of 7 artiesten deel en het publiek koos van elke heat de winnaar. Daarna was er ook nog wildcard-ronde waar een jury nog 9 extra halvefinalisten selecteerde.
Aan de halve finale namen 18 artiesten deel waarvan er 12 doorgingen naar de finale.
In de finale werd de winnaar bepaald door televoting.

### Heats
| Volgorde | Lied                      | Artiest                             |
| -------- | ------------------------- | ----------------------------------- |
| 1        | Дали е знак (Dali e znak) | Група "Тирамису" (Group "Tiramisu") |
| 2        | Ден (Den)                 | Татяна Великова (Tatjana Velikova)  |
| 3        | По-добре (Po-dobre)       | Николай Манолов (Nikolaj Manolov)   |
| 4        | Вей, повей (Vej, povej)   | Група "Инстинкт" (Group "Instinkt") |
| 5        | От звездите (Ot zvezdite) | Моника Горанова (Monika Goranova)   |
| 6        | Bring me back my freedom  | Моника Кировска (Monika Kirovska)   |
| 7        | Досега (Dosega)           | Лора Владова (Lora Vladova)         |

| Volgorde | Lied                                        | Artiest                                                                              |
| -------- | ------------------------------------------- | ------------------------------------------------------------------------------------ |
| 1        | Само теб обичам (Samo teb obicham)          | група “Sky” (Group "Sky")                                                            |
| 2        | Искам твоите усмивки (Iskam tvoite usmivki) | Красимира Славова (Krasimira Slavova)                                                |
| 3        | Целуни нощта (Tseluni noshtta)              | Катрин (Katrin)                                                                      |
| 4        | Lonely World                                | Светозар Христов и Магдалена Джанаварова (Svetozar Hristov & Magdalena Dzhanavarova) |
| 5        | Кой съм аз (Koj sam az)                     | Димитър Атанасов (Dimitar Atanasov)                                                  |
| 6        | Moonlight                                   | Марияна (Marijana)                                                                   |

| Volgorde | Lied                      | Artiest                            |
| -------- | ------------------------- | ---------------------------------- |
| 1        | Звезден миг (Zvezden mig) | Стоян Чингов (Stojan Čingov)       |
| 2        | Confession                | Деннис Махмуд (Dennis Makhmud)     |
| 3        | Бягам (Bjagam)            | Тихомир Николов (Tikhomir Nikolov) |
| 4        | You Are Magic             | Иван и Стани (Ivan & Stani)        |
| 5        | Не вярвай (Ne vjarvaj)    | Begacha                            |
| 6        | Либе (Libe)               | Добромир Пеев (Dobromir Peev)      |

| Volgorde | Lied                                     | Artiest                                 |
| -------- | ---------------------------------------- | --------------------------------------- |
| 1        | Унищожаваща любов (Uniščožavašča ljubov) | Илияна Йорданова (Ilijana Jordanova)    |
| 2        | Вярвам (Vjarvam)                         | Марио Денев (Mario Denev)               |
| 3        | Калино моме! (Kalino mome!)              | Христина Пипова (Khristina Pipova)      |
| 4        | Планете без бъдеще (Plânete bez badešče) | Живко Иванов (Živko Ivanov)             |
| 5        | Don’t leave me                           | Кристина Георгиева (Kristina Geogrieva) |
| 6        | Звезди (Zvezdi)                          | Рени, Вили и Веси (Reni, Vili i Vesi)   |
| 7        | Full of love                             | Di-Do                                   |

| Volgorde | Lied                                    | Artiest                                                         |
| -------- | --------------------------------------- | --------------------------------------------------------------- |
| 1        | Chocolate Girl                          | група "Мотел" (Group "Motel")                                   |
| 2        | Euro Train                              | Цецо Влайков и група "Stetson" (Ceco Vlajkov & group "Stetson") |
| 3        | Остани (Ostani)                         | Христо Тодоров (Khristo Todorov)                                |
| 4        | Най-красивото лице (Naj-krasivoto lice) | Миша Илиев (Miša Iliev)                                         |
| 5        | На сън (Na sân)                         | X-R@Y                                                           |
| 6        | Обещай ми (Obeščaj mi)                  | Симона Сиванио (Simona Sivanio)                                 |
| 7        | Do You Love Me                          | Sunnie                                                          |

| Volgorde | Lied                      | Artiest                                   |
| -------- | ------------------------- | ----------------------------------------- |
| 1        | Един живот (Edin život)   | група "Конкурент" (Group "Konkurent")     |
| 2        | Не ме боли (Ne me boli)   | Маргарита Хранова (Margarita Khranova)    |
| 3        | DJ, Take Me Away          | Deep Zone & Balthazar                     |
| 4        | Come With Me              | група "Big Mama Scandal"                  |
| 5        | Тежка вечер (Težka večer) | Боби Кокера и Блеки (Bobi Kokera & Bleki) |
| 6        | Tired soul                | Владо и Светльо (Vlada & Svetl'o)         |

| Volgorde | Lied                                   | Artiest                              |
| -------- | -------------------------------------- | ------------------------------------ |
| 1        | Sweet Love                             | Лора Владова (Lora Vladova)          |
| 2        | Въздух и вода (Vâzdukh i voda)         | Николай Михайлов (Nikolaj Mikhajlov) |
| 3        | Странници в нощта (Strannici v noščta) | Terry Angel                          |
| 4        | Like I do                              | Електрика (Elektrika)                |
| 5        | Малки чудеса (Malki čudesa)            | Black Rose                           |
| 6        | Някой ден (Njakoj den)                 | Гергана Коева (Gergana Koeva)        |

| Volgorde | Lied                              | Artiest                                                       |
| -------- | --------------------------------- | ------------------------------------------------------------- |
| 1        | Бягства (Bjagstva)                | рок-група “Инцидент” (Rock group "Incident")                  |
| 2        | Парадокс ремикс (Paradoks remiks) | Лорадо (Lorado)                                               |
| 3        | Dance With Me                     | Ивелина Колаксъзова и POPCORN (Ivelina Kolaksâzova & POPCORN) |
| 4        | The Sweetest Kiss                 | Надежда Манова (Nadežda Manova)                               |
| 5        | Smelly King-Size Bed              | Guava Jelly                                                   |
| 6        | Забравен плаж (Zabraven plaž)     | Павел Михов (Pavel Mikhov)                                    |

| Volgorde | Lied                                    | Artiest                              |
| -------- | --------------------------------------- | ------------------------------------ |
| 1        | Pandemonium                             | Светозар Христов (Svetozar Khristov) |
| 2        | Running Scared                          | Generation                           |
| 3        | Memory                                  | дует “Angels” (duet "Angels")        |
| 4        | Светлината и мрака (Svetlinata i mraka) | Дани Милев (Dani Milev)              |
| 5        | Almost Perfect                          | Катина (Katina)                      |

### Halve finale
| #  | Lied                                | Artiest                                                                              |
| -- | ----------------------------------- | ------------------------------------------------------------------------------------ |
| 1  | Should have been the one            | Ивайло Колев (Ivaylo Kolev)                                                          |
| 2  | Dance with me                       | Ивелина Колаксъзова и Popcorn (Ivelina Kolaksâzova i Popcorn)                        |
| 3  | DJ, take me away                    | Deep Zone & Balthazar                                                                |
| 4  | Pandemonium                         | Светозар Христов (Svetozar Khristov)                                                 |
| 5  | Full of love                        | Di-Do                                                                                |
| 6  | Love is not a game                  | Мария Бъчварова feat. Van (Marija Bâčvarova feat. Van)                               |
| 7  | You are magic                       | Иван и Стани (Ivan & Stani)                                                          |
| 8  | Tired soul                          | Владо и Светльо (Vlado & Svetl'o)                                                    |
| 9  | Тази вечер (Tazi večer)             | Те и Преслава Пейчева (Te & Preslava Pejčeva)                                        |
| 10 | Moonlight                           | Марияна (Marijana)                                                                   |
| 11 | Sombero                             | Стоян Роянов (Stojan Rojanov)                                                        |
| 12 | Do you love me                      | Sunnie                                                                               |
| 13 | Обещай ми (Obeščaj mi)              | Симона Сиванио (Simona Sivanio)                                                      |
| 14 | Lonely world                        | Светозар Христов и Магдалена Джанаварова (Svetozar Khristov & Magdalena Džanavarova) |
| 15 | Almost perfect                      | Катина (Katina)                                                                      |
| 16 | Running scared                      | Generation                                                                           |
| 17 | Светлана и мрака (Svetlana i mraka) | Дани Милев (Dani Milev)                                                              |
| 18 | По-добре (Po-dobre)                 | Николай Манолов (Nikolaj Manolov)                                                    |

### Finale
| Volgorde | Artiest                            | Lied                   | Televoting | Plaats |
| -------- | ---------------------------------- | ---------------------- | ---------- | ------ |
| 1        | Simona Sivanio                     | Obehstaj mi            | 2.33%      | 11     |
| 2        | Nikolai Manolov                    | Po-dobre               | 12.98%     | 3      |
| 3        | Dani Milev                         | Slanceto i mraka       | 11.54%     | 4      |
| 4        | Georgi Hristov & Gianni Fiorelino  | Sogno                  | 15.27%     | 2      |
| 5        | Nevena Tsoneva                     | Ne izchezvaj           | 9.36%      | 7      |
| 6        | Ivaylo Kolev                       | Should’ve Been the One | 3.76%      | 8      |
| 7        | Те & Preslava Peycheva             | Tazi Vecher            | 2.06%      | 12     |
| 8        | Ivan and Stani                     | You are magic          | 3.06%      | 10     |
| 9        | Desi Dobreva                       | Strong                 | 9.60%      | 6      |
| 10       | Deep Zone & Balthazar              | DJ, Take Me Away       | 15.37%     | 1      |
| 11       | Svetlozar Hristov & Vladimir Dimov | Tired soul             | 11.26%     | 5      |
| 12       | New Generation                     | Running Scared         | 3.14%      | 9      |

## In Belgrado
Ondanks het goede resultaat in 2007, moest men toch aantreden in de halve finale sinds de introductie van de 2 halve finales.
In de halve finale moest men aantreden als 12de net na Kroatië en voor Denemarken. Op het einde van de avond bleek dat ze niet in de enveloppen zaten en op de 11de plaats waren geëindigd met 56 punten.
Men ontving 1 keer het maximum van de punten.
België en Nederland zaten in de andere halve finale.

### Gekregen punten

#### Halve Finale
| 12 punten          | 10 punten | 8 punten    | 7 punten                         | 6 punten                                  |
| ------------------ | --------- | ----------- | -------------------------------- | ----------------------------------------- |
|                    |           | - Cyprus    | - Noord-Macedonië                | - Frankrijk - Oekraïne - Turkije          |
| 5 punten           | 4 punten  | 3 punten    | 2 punten                         | 1 punt                                    |
| - IJsland - Servië |           | - Hongarije | - Tsjechië - Malta - Wit-Rusland | - Kroatië - Letland - Litouwen - Portugal |

### Punten gegeven door Bulgarije

#### Halve finale
Punten gegeven in de halve finale:
| 12 punten | Oekraïne        |
| 10 punten | Noord-Macedonië |
| 8 punten  | Cyprus          |
| 7 punten  | Turkije         |
| 6 punten  | Kroatië         |
| 5 punten  | Portugal        |
| 4 punten  | Georgië         |
| 3 punten  | Malta           |
| 2 punten  | Denemarken      |
| 1 punt    | Letland         |

#### Finale
Punten gegeven in de finale:
| 12 punten | Duitsland    |
| 10 punten | Griekenland  |
| 8 punten  | Armenië      |
| 7 punten  | Oekraïne     |
| 6 punten  | Rusland      |
| 5 punten  | Turkije      |
| 4 punten  | Servië       |
| 3 punten  | Azerbeidzjan |
| 2 punten  | Israël       |
| 1 punt    | Noorwegen    |

2005 · 2006 · 2007 · 2008 · 2009 · 2010 · 2011 · 2012 · 2013 · 2014-2015 · 2016 · 2017 · 2018 · 2019-2020 · 2021 · 2022 · 2023-2025